# Joan Bodon
Joan Bodon (Crespin, Francia, 11 de diciembre de 1920 - Larbatache, Argelia, 24 de febrero de 1975), en francés Jean Boudou, es seguramente el autor del siglo XX más conocido y reconocido por los occitanos. Da un giro a la estética y la ética de la literatura occitana, hacia una modernidad de la escritura. Durante la ocupación alemana fue deportado para trabajar en el STO (Servicio de Trabajo Obligatorio).
Pone en escena el destino, a menudo trágico, de la civilización occitana y de los hombres, mezclándola con la suya. La universalidad de sus temas se esconde dentro una minuciosa descripción de la civilización occitana. En general trata los problemas del hombre de oc que quiere integrarse a la civilización moderna sin renegar de su identidad.
En prosa es el autor de novelas cómo: Contes dels Balssas (Cuentos de los Balzac, 1953) sobre la familia Balzac, La grava sul camin (La graba sobre el camino, 1956), La Santa Estèla del Centenari (La Santa Estèla del Centenario, 1960), Lo libre dels Grands Jorns (El libro de los finales, 1964), Lo libre de Catòia (El libro de Catòia, 1966) editado en castellano en 2012, La Quimèra (La quimera, 1974) y la novela inacabada Las Domaisèlas (Las damiselas, 1976). 
También escribió cuentos como Los contes del meu ostal (Los cuentos de mi casa) o poesías como Sus la mar de las galèras (Sobre la mar de las galeras, 1975), a menudo adaptadas en forma de canción.
En 1986 se constituyó el Premio Joan Bodon para galardonar a la creación literaria occitana.